# ストレンジクォーク
ストレンジクォーク（英: strange quark、記号: s）は、物質を構成する主要な素粒子の一つで、第二世代のクォークである。

## 概要
ストレンジクォークは、-1/3 の電荷とストレンジネス -1 を持ち、質量はアップクォークとダウンクォークについで軽く、80 - 130 MeV である。最初にストレンジネスをもつ素粒子（"奇妙さ"を示すバレンスクォークを含んだ素粒子）が発見されたのは1947年であり、K中間子と命名された。ゲルマンとツワイクが1964年にクォークモデルを提唱したときに、ストレンジネスを担うものとして、アップクォーク、ダウンクォークとともに導入された。サイドウェイ (Sideways) クォークとも呼ばれる。

## ストレンジネスをもつハドロン
- K中間子をはじめとする、ストレンジクォーク（または反ストレンジクォーク）を含む中間子
- イータ中間子 (η) およびイータプライム中間子 (η') はストレンジ－反ストレンジクォークの線形結合を含む。
- ファイ中間子 (φ) はストレンジ－反ストレンジクォーク対のみから構成され、それ以外のクォークを含まない。
- ストレンジネスをもつバリオンはハイペロンとして知られる。シグマ (Σ)、ラムダ (Λ)、グザイ (Ξ)、オメガ (Ω)粒子がある。

|  |  |  |  |